# Bisbat de Quy Nhon
El bisbat de Quy Nhom (vietnamita: Giáo phận Qui Nhơn; llatí: Dioecesis Quinhonensis) és una seu de l'Església catòlica a Vietnam, sufragània de l'arquebisbat de Huê. Al 2020 tenia 76.114 batejats d'un total de 3.771.790 habitants. Actualment està regida pel bisbe Matthieu Nguyên Van Khôi.

## Territori
L'arxidiòcesi comprèn les províncies vietnamites de Quang Ngai, Binh Dinh i Phu Yen.
La seu episcopal és la ciutat de Quy Nhơn, on es troba la catedral de l'Assumpció de Maria Verge
El territori s'estén sobre 16.194 km² i està dividit en 57 parròquies.

## Història
El vicariat apostòlic de la Coxinxina va ser erigit el 9 de setembre de 1659, prenent el territori de la diòcesi de Macao.
El 2 de març de 1844 cedí una part del seu territori a benefici de l'erecció del vicariat apostòlic de la Coxinxina Occidental (avui arquebisbat de Ciutat de Ho Chi Minh) i paral·lelament assumí el nom de vicariat apostòlic de la Conxinxina oriental.
El 27 d'agost de 1850 cedí una nova porció de territori a benefici de l'erecció del vicariat apostòlic de la Coxinxina septentrional (avui arquebisbat de Huê).
El 3 de desembre de 1924 assumí el nom de vicariat apostòlic de Quinhon en virtut del decretOrdinarii Indonensis de la Congregació de Propaganda Fide.
El 18 de gener de 1932 i el 5 de juliol de 1957 de nou cedí porcions de territori a benefici de les ereccions dels vicariats apostòlics de Kontum i de Nha Trang (avui ambdues són diòcesis).
El 24 de novembre de 1950, per efecte de la butlla Venerabilium Nostrorum del papa Joan XXIII, el vicariat apostòlic va ser elevat a diòcesi, assumint el nom actual.
El 18 de gener de 1963 cedí una nova porció de territori, aquest cop a benefici de la diòcesi de Đà Nẵng.

## Cronologia episcopal
S'ometen els períodes de seu vacant no superiors a dos anys.
- Pierre Lambert de la Motte, M.E.P. † (29 de juliol de 1658 - 15 de juny de 1679 mort)
- Guillaume Mahot, M.E.P. † (29 de gener de 1680 - 4 de juny de 1684 mort)
  - Sede vacante (1684-1687)
- François Perez † (5 de febrer de 1687 - 20 de setembre de 1728 mort)
- Alexandre de Alexandris, B. † (20 de setembre de 1728 - 10 d'octubre de 1738 mort)
  - Sede vacante (1738-1741)
- Arnaud-François Lefèbvre, M.E.P. † (6 d'octubre de 1741 - 27 de març de 1760 mort)
  - Sede vacante (1760-1762)
- Guillaume Piguel, M.E.P. † (29 de juliol de 1762 - 21 de juny de 1771 mort)
- Pierre-Joseph-Georges Pigneau de Béhaine, M.E.P. † (24 de setembre de 1771 - 9 d'octubre de 1799 mort)
- Jean Labartette, M.E.P. † (9 d'octubre de 1799 - 6 d'agost de 1823 mort)
  - Sede vacante (1823-1827)
- Jean-Louis Taberd, M.E.P. † (18 de setembre de 1827 - 31 de juliol de 1840 mort)
- Sant'Étienne-Théodore Cuenot, M.E.P. † (31 de juliol de 1840 - 14 de novembre de 1861 mort)
  - Sede vacante (1861-1864)
- Eugène-Étienne Charbonnier, M.E.P. † (9 de setembre de 1864 - 7 d'agost de 1878 mort)
- Louis-Marie Galibert, M.E.P. † (23 de maig de 1879 - 24 d'abril de 1883 mort)
- Désiré-François-Xavier Van Camelbeke, M.E.P. † (15 de gener de 1884 - 9 de novembre de 1901 mort)
- Damien Grangeon, M.E.P. † (21 de març de 1902 - 3 de març de 1929 renuncià)
- Augustin-Marie Tardieu, M.E.P. † (10 de gener de 1930 - 12 de desembre de 1942 mort)
- Raymond-Marie-Marcel Piquet, M.E.P. † (11 de novembre de 1943 - 5 de juliol de 1957 nomenat vicari apostòlic de Nha Trang)
  - Sede vacante (1957-1960)
- Pierre Marie Pham-Ngoc-Chi † (24 de novembre de 1960 - 18 de gener de 1963 nomenat bisbe de Đà Nẵng)
- Dominique Hoàng-van-Doàn, O.P. † (18 de gener de 1963 - 20 de maig de 1974 mort)
- Paul Huynh Dông Các † (1 de juliol de 1974 - 3 de juny de 1999 jubilat)
- Pierre Nguyên Soan (3 de juny de 1999 - 30 de juny de 2012 jubilat)
- Matthieu Nguyên Van Khôi, des del 30 de juny de 2012

## Estadístiques
A finals del 2020, la diòcesi tenia 76.114 batejats sobre una població de 3.771.790 persones, equivalent al 2,0% del total.
| any  | població | població  | població | sacerdots | sacerdots       | sacerdots       | sacerdots             | diàques | religiosos | religiosos | parroquies |
| ---- | -------- | --------- | -------- | --------- | --------------- | --------------- | --------------------- | ------- | ---------- | ---------- | ---------- |
| any  | batejats | total     | %        | total     | clergat secular | clergat regular | batejats por sacerdot | diàques | homes      | dones      |            |
| 1950 | 75.000   | 2.750.000 | 2,7      | 120       | 105             | 15              | 625                   |         | 87         | 67         | 66         |
| 1969 | 96.125   | 1.913.372 | 5,0      | 80        | 68              | 12              | 1.201                 |         | 104        | 264        | 40         |
| 1979 | 50.160   | 2.380.000 | 2,1      | 48        | 45              | 3               | 1.045                 |         | 5          | 302        | 33         |
| 1990 | 42.500   | 2.400.000 | 1,8      | 44        | 40              | 4               | 965                   |         | 14         | 261        | 39         |
| 2001 | 55.751   | 3.438.024 | 1,6      | 90        | 84              | 6               | 619                   |         | 9          | 275        | 37         |
| 2002 | 61.027   | 3.438.024 | 1,8      | 75        | 69              | 6               | 813                   |         | 6          | 297        | 37         |
| 2003 | 62.300   | 3.500.000 | 1,8      | 79        | 73              | 6               | 788                   |         | 6          | 321        | 37         |
| 2004 | 62.520   | 3.604.039 | 1,7      | 70        | 64              | 6               | 893                   |         | 6          | 315        | 36         |
| 2010 | 68.355   | 3.780.700 | 1,8      | 78        | 70              | 8               | 876                   |         | 8          | 194        | 47         |
| 2014 | 71.615   | 3.812.000 | 1,9      | 99        | 85              | 14              | 723                   |         | 14         | 230        | 50         |
| 2017 | 72.733   | 3.720.040 | 2,0      | 112       | 97              | 15              | 649                   |         | 16         | 271        | 54         |
| 2020 | 76.114   | 3.771.790 | 2,0      | 123       | 106             | 17              | 618                   |         | 19         | 296        | 57         |